# Політичні погляди Джозефа Байдена

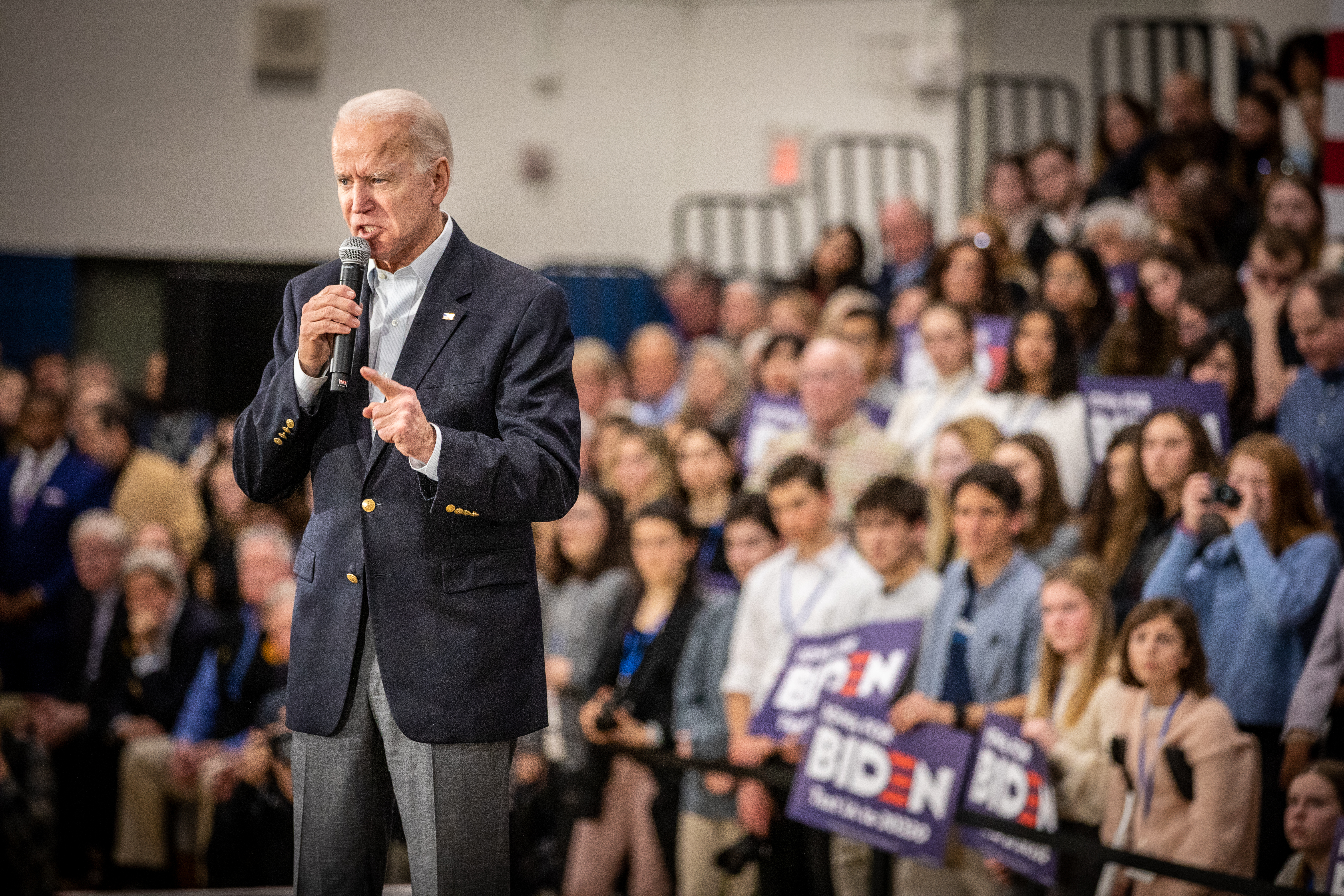
Джо Байден на політичній агітації, штат Айова, лютий 2020.

Джозеф (Джо) Байден, 46-й Президент Сполучених Штатів (2021—2025), обіймав посаду Віце-президента з 2009 по 2017 рік і був членом Сенату США з 1973 по 2009 рік. Член Демократичної партії. Був офіційно висунутий Демократичною партією у серпні 2020 року як кандидат в Президенти, і переміг чинного республіканця Дональда Трампа на виборах у листопаді 2020 року. Байдена описували і як центриста, і як лівоцентриста, він описав себе як останній.
Погляди Байдена в більшості відповідають основним складовим ідеології Демократичної партії, а саме: економічний лівоцентризм, політичний лібералізм, культурний лібералізм та прогресивізм.

## Економіка
В перші дні президентства Байден скасував закони про зниження податків для багатих і корпорацій, прийнятих Трампом. Підтримує модель прогресивного оподаткування.
Під час і після адміністрації Президента Обами, Байден рішуче підтримував Закон Додда — Френка про реформу Уолл-стріт і захист прав споживачів. Закон Додда—Френка запровадив нові фінансові правила, спрямовані на запобігання повторенню фінансової кризи 2008 року. Закон також створив Бюро захисту прав споживачів. Він також підтримав Закон про підзвітність, відповідальність і розкриття інформації про кредитні картки споживачів.

## Внутрішня політика
Байден виступає і просуває легалізацію медичних наркотиків, обмежених абортів, частково за зелену політику, обов'язкове медичне страхування, підтримує двопартійну систему передвиборчої кампанії.
Під час президентства Байдена також посилився юридичний захист прав ЛГБТ. В грудні 2022 року Джозеф Байден підписав Закон про повагу шлюбу[en], який легалізував та захистив одностатеві шлюби на федеральному рівні. Він призначив на керівні посади кількох гомосексуалів, у тому числі першого відкритого гомосексуала-члена кабінету міністрів Пітта Буттіджеджа в історії США.

## Зовнішня політика
У 2020 році Байден заявив:
Сполучені Штати завжди залишатимуть за собою право захищати себе та своїх союзників силою, якщо це необхідно. Але сила повинна використовуватися розумно для захисту життєво важливих інтересів Сполучених Штатів, лише коли мета є ясною та досяжною, за інформованою згодою американського народу та, якщо потрібно, за схваленням Конгресу.
У сфері безпеки адміністрація Байдена покладається на зовнішньополітичну Доктрину Пауелла, суть якої полягає в тому, що США не повинні вступати в активні бойові дії не маючи:
- чіткого національного інтересу;
- суспільної підтримки всередині та поза США;
- союзників, готових надати реальну військову та економічну підтримку.

У 2022 році з початку повномасштабної російської агресії проти України Байден рішуче підтримав Київ. Підтримує спрощений вступ України в НАТО після завершення війни. Вашингтон при Байдені надав понад 51 мільярд доларів США іноземної допомоги (від початку вторгнення і станом на 19 лютого 2023 року).
У 2023 році Джо Байден назвав політичного лідера КНР Сі Цзіньпіна «диктатором».

## Релігійні погляди
Байден сповідує католицизм і відмічав соціальне вчення католицької церкви. Байден регулярно відвідує церковні богослужіння.